# Regierung Busia
Die Regierung Busia ist die nach dem Regierungschef Premierminister Kofi Abrefa Busia benannte Regierung Ghanas zwischen dem 31. August 1970 und dem 13. Januar 1972.
Das Verbot der politischen Parteien aus dem Jahr 1966 wurde im Mai 1969 wieder aufgehoben und am 22. August 1969 eine neue Verfassung der Republik Ghana verkündet. Am 29. August 1969 fanden allgemeine Parlamentswahlen statt, in denen die Progress Party von Busia 59 % aller Stimmen erhielt.
Die Busia Regierung folgte der Militärjunta der Presidential Commission, die aus dem National Liberation Council eigens zur Rückführung der Militärjunta in die Demokratie gegründet worden ist. Die Busia Regierung basierte auf der zweiten Verfassung Ghanas und ist neben der Regierungszeit von Kwame Nkrumah von 1957 bis zur Einführung der ersten Präsidialrepublik im Jahr 1960 die einzige Regierungszeit in Ghana in der das Amt des Premierministers vergeben wurde.
Während der Regierungszeit von Busia in der zweiten Republik Ghanas hatte Edward Akufo-Addo das Amt des Präsidenten der Republik Ghana inne. Der Präsident der Republik Ghana wurde am 31. August 1970 durch einen Wahlausschuss (electoral college) gewählt. Das Ergebnis der Wahl war:
- Edward Akufo-Addo: 123 Stimmen gegenüber
- Edward Asafu-Adjaye: 35 Stimmen

## Busia-Regierung
| Regierung Ghanas 1970–1972                                                                       | Regierung Ghanas 1970–1972                                                           | Regierung Ghanas 1970–1972                               |
| Minister                                                                                         | offizielle Amtsbezeichnung                                                           | Amtsinhaber                                              |
| ------------------------------------------------------------------------------------------------ | ------------------------------------------------------------------------------------ | -------------------------------------------------------- |
| Premierminister                                                                                  | Prime Minister                                                                       | Kofi Abrefa Busia                                        |
| Minister für äußere Angelegenheiten                                                              | Minister of Foreign Affairs                                                          | Victor Owusu (1970–1971), William Ofori-Atta (1971–1972) |
| Innenminister                                                                                    | Minister of Home Affairs                                                             | S. D. Dombo                                              |
| Verteidigungsminister                                                                            | Minister of Defence                                                                  | J. Kwesi-Lamptey                                         |
| Generalstaatsanwalt und Justizminister                                                           | Attorney-General and Minister of Justice                                             | N. Y. B. Adade                                           |
| Minister für Finanzen und wirtschaftliche Planung                                                | Minister of Finance and Economic Planning                                            | Joseph Henry Mensah                                      |
| Minister für öffentliche Arbeiten                                                                | Minister of Works                                                                    | S. W. Awuku Darko                                        |
| Minister für Arbeit und soziale Wohlfahrt                                                        | Minister of Labour and Social Welfare                                                | Jatoe Kaleo                                              |
| Minister für soziale Entwicklung                                                                 | Minister of Social Development                                                       | A. A. Munufie                                            |
| Minister für das Wohnungswesen                                                                   | Minister of Housing                                                                  | W. Bruce-Konuah                                          |
| Minister für lokale Verwaltung                                                                   | Minister of Local Administration                                                     | K. K. Anti                                               |
| Minister für Landwirtschaft                                                                      | Minister of Agriculture                                                              | Kwame Safo-Adu                                           |
| Minister für Landnutzung, Bodenschätze, nationales Forstwesen und den nationalen Wildtierbestand | Minister of Lands, Mineral Ressources, National Forestry and National Wildlife Trust | R. R. Amponsah                                           |
| Minister für Handel, Industrie und Tourismus                                                     | Minister of Trade, Industry and Tourism                                              | R. A. Quarshie                                           |
| Minister für Verkehr und Kommunikation                                                           | Minister of Transport and Communications                                             | Haruna Esseku                                            |
| Minister für Information                                                                         | Minister of Information                                                              | T. D. Brodie-Mends                                       |
| Minister für Gesundheit                                                                          | Minister of Health                                                                   | G. D. Ampaw                                              |
| Minister für Bildung, Kultur und Sport                                                           | Minister of Education, Culture and Sports                                            | William Ofori-Atta                                       |
| Staatsminister für parlamentarische Angelegenheiten                                              | Minister of State in Charge of Parliamentary Affairs                                 | B. K. Adama                                              |
| Minister für das Staatsprotokoll                                                                 | Minister of State Protocol                                                           | K. G. Osei Bonsu                                         |

## Sonstige
Oberster Richter (Chief Justice):
Nii Amaa Ollennu
Richter des Obersten Gerichtshofes (Supreme Court Judges):
Nii Amaa Ollennu (Präsident); E. A. L. Bannerman; Charles Crabbe; Obuadabang Larbi; J. B. Siriboe

Richter des Hohen Gerichts (High Court Judges):
Annie Jiagge; J. Kingsley-Nyinah; E.N.P.Sowah; Philip Edward Archer; R. J. Hayfron-Benjamin; G. Koranteng-Addow; Sampson Baidoo; R. H. Francois, S. M. Boison; Edward Kwame Wiredu

Parlamentssprecher:
Nii Amaa Ollennu